# Blu Bus
Blu Bus è stata una etichetta discografica indipendente italiana fondata a Torino nel 1984.

## Storia
La Blu Bus è nata come progetto comune dei gruppi punk torinesi Kina e Franti nel 1984. Il nome trae origine da un verso della canzone dei Doors The End, che recita: «The blue bus is callin' us».
Il nome Blu Bus è stato coniato da Stefano Giaccone, Lalli e Vanni (Franti) convinti che in "The end" dei Doors, ad un certo punto Jim Morrison dicesse "The blue bus is crawling down the hill". Il blu bus apparve quindi come un simbolo di libertà imminente; un autobus blu che continua ad andare avanti, quasi rotolando, malgrado le sue pessime condizioni.
Tra i gruppi i cui supporti fonografici sono stati pubblicati da Blu Bus, vi sono: Tempo Zero, Ishi, e The Sphere.
Ogni nuova uscita discografica avveniva grazie ai soldi ricavati dalla vendita della produzione precedente, secondo una rigida interpretazione del concetto di autoproduzione.

## Discografia
•    01-Kina "Irreale realtà" lp 1985
  •    02-Franti "Luna nera" lp 1985
   •    03-Contrazione "Cineocchio" mlp 1985
   •    04-Kina "Cercando" lp 1986
   •    -Stinky Rats "Vergognati" mlp 1987
   •    05-Franti "Acqua di luna" 7" 1987
   •    06-Impact "Attraverso l'involucro" mlp 1987
   •    6,5- Kina "Troppo lontano" 7" 1987
   •    07- The Sphere "Dalla nostra parte" k7 1987
   •    08- Kina-The Sphere "Come tu mi vuoi" split 7" 1988
   •    09-Youngblood "Angoscia" mlp 1988
   •    10-Kina "Se ho vinto, se ho perso" lp 1989
  •    11- Panico "Scimmie" lp 1990
   •    12- Franti "Il giardino delle 15 pietre" lp
   •    13- Deity Guns "Live a El Paso" lp
   •    Franti "Non classificato" 3 lp
   •    14-Kina - Act "Mondo mai visto" split 7" 1990
   •    15- Tirofisso "La banda di Tirofisso" 7"
   •    16-VVAA "Shabab" lp 1992
   •    17-Kina "La gioia del rischio" k7-cd 1992
   •    18-Teatro Quotidiano "La favola di Federico" mlp 1992
   •    19-Franti "Non classificato" 2 cd
   •    20-Kina "Parlami ancora" lp-cd 1992
   •    21-Tirofisso"Deve accadere" 7" 1993
   •    22-Tempo Zero "Mondo a parte" 7" 1993
   •    23-Kina "1°+2°" cd 1994
   •    24-Nuvola Blu/Tempo Zero split 7" 1994
   •    25-Tirofisso "Silvia Baraldini" 7" 1994
   •    26-Howth Castle "Good morning Mr. Nobody" cd 1994
   •    27-Ishi "Sotto la pioggia" lp-cd 1995
   •    28-Kina "Nessuno schema" lp / SOA 22
   •    29-Tempo Zero "Due minuti d'odio" lp-cd 1995
   •    30-Kina "Città invisibili" lp-cd 1996
   •    31-Kina "Troppo lontano + altre storie" cd 1997 

## Sottoetichette
- Circus[3]